# Наревка
На́ревка (пол. Narewka, бел. Нараўка) — деревня в Хайнувском повете Подляского воеводства Польши. Административный центр гмины Наревка. Находится на берегу реки Наревка примерно в 16 км к северо-востоку от центра города Хайнувка, недалеко от границы с Белоруссией. По данным переписи 2011 года, в деревне проживало 935 человек.

## Основные сведения
Значительная часть населения — белорусы.
По польской переписи населения 1921 г. проживало здесь 1205 жителей (204 католиков, 242 православных, 1 лютеранин, 758 евреев; 376 жителей были записаны как поляки, 213 белорусами, 611 евреями, 5 русских). После пожара деревянного костела в 1965 г. новое каменное здание был отстроен до 1973 года.
В деревне есть православный храм и католический костёл. До войны проживало много евреев, существовала синагога; 5 августа 1941 года мужская часть еврейского населения деревни была расстреляна немцами, а женщины и дети отправлены в лагеря.

## Достопримечательности
- Православная церковь св. Николая — построена в 1864 г. как церковь св. Александра Невского.
- Планировка деревни — сохранилась с 18 века.
- Еврейское кладбище — основано в середине XIX в.
- Костел св. Иоанна Крестителя —  построен в 1970-1973 годах.
- Памятник Дануте Седзикувне

### Утраченные памятники
- Униатская кладбищенская церковь св. Иоанна Крестителя (построена в 1794 году, сгорела в пожаре 1898 г.)
- Костел св. Иоанна Крестителя (построен в 1914 г., сгорел в 1965 г.)
- Синагога (построена в середине XIX в., сгорела в 1940 г.)[4]

## Галерея

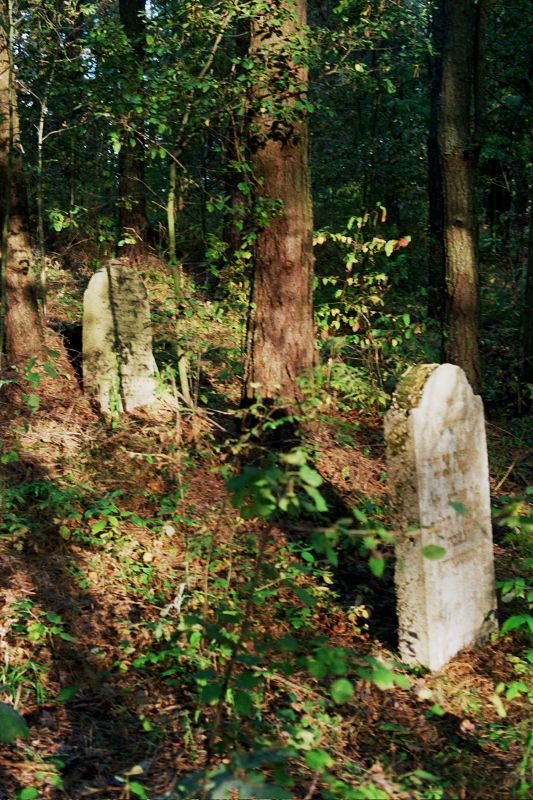
Еврейское кладбище
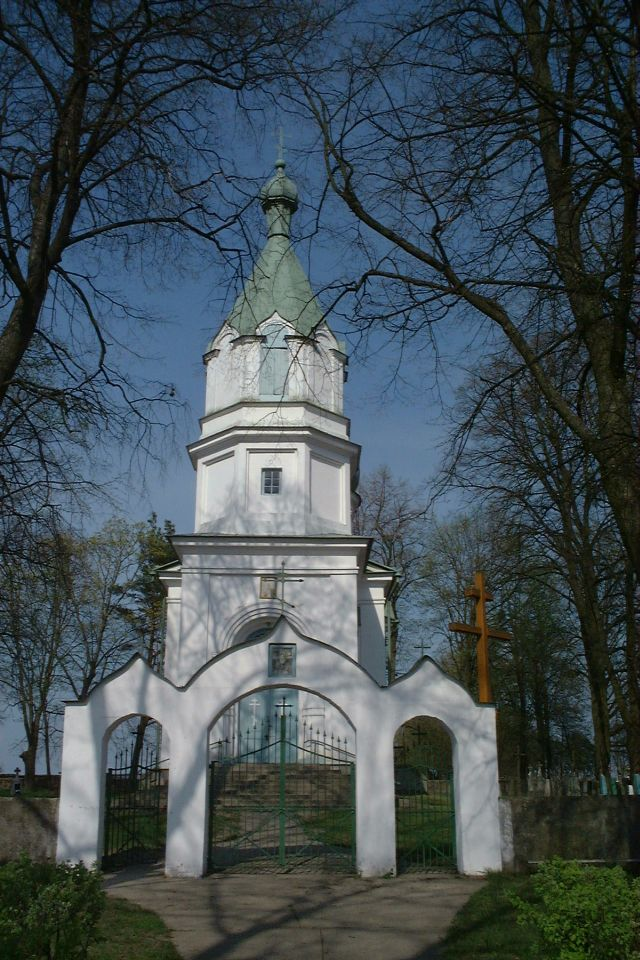
Храм Николая Чудотворца
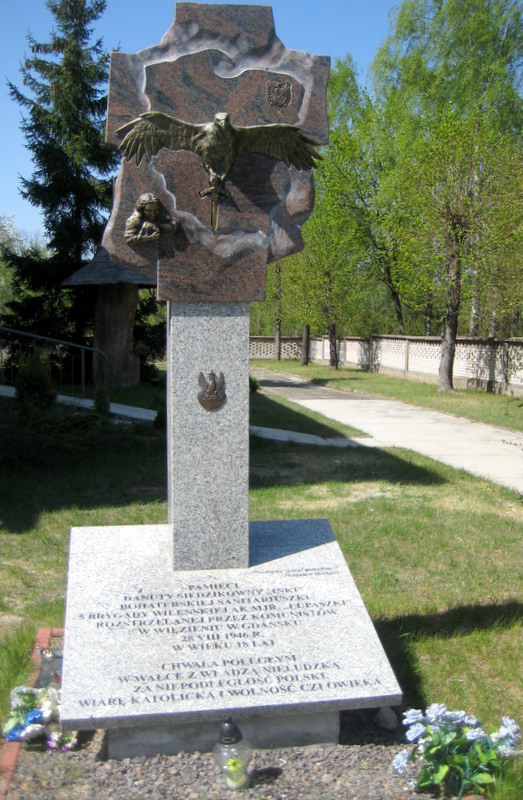
Памятник Дануте Седзиковне